# ジェローム・アイザック・フリードマン
ジェローム・アイザック・フリードマン（Jerome Isaac Friedman、1930年3月28日 – ）はアメリカ合衆国の物理学者。

## 略歴
イリノイ州シカゴでロシアからのユダヤ人移民の両親の間に生まれた。彼は、アルベルト・アインシュタインの相対性理論の本を読んで物理に興味を持ち、シカゴ美術館の奨学金を受けながら、シカゴ大学で物理学を学んだ。ここでエンリコ・フェルミの下で研究を行い、1956年に博士号を取得した。
彼はクォーク存在の実験的証拠を発見した一人であり、1990年度のノーベル物理学賞を受賞した。マサチューセッツ工科大学の教授となり、『原子力科学者会報』(Bulletin of the Atomic Scientists) 誌のスポンサー委員会のメンバーを務めた。
2008年、ベオグラード大学から名誉博士の称号を受け、ベオグラード大学物理学部と附属の世界的に有名な研究所の名誉教授となった。
2016年春の叙勲で旭日大綬章を受章。